# Michail Mjasnikovitj
Michail Uladzimiravitj Mjasnikovitj (belarusiska: Міхаі́л Уладзі́міравіч Мясніко́віч, łacinka: Michaił Uładzimiravič Miasnikovič, ryska: Михаи́л Влади́мирович Мяснико́вич, Michail Vladimirovitj Mjasnikovitj), född den 6 maj 1950 i Novy Snov, Nesvizjskij rajon, Minsk oblast, Vitryska SSR i Sovjetunionen (nuvarande Novy Snoŭ Njasvizjski rajon, Minsk voblast i Belarus), är en belarusisk politiker, nationalekonom och som var Belarus premiärminister 28 december 2010–27 december 2014.